# Miss Slovacchia

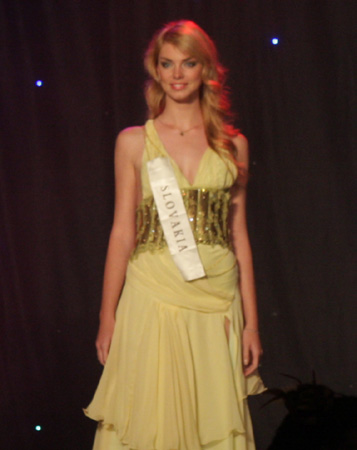
Edita Krešáková, Miss Slovacchia 2008.

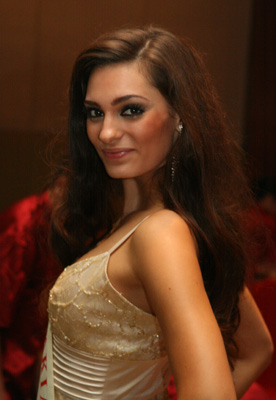
Veronika Husárová, Miss Slovacchia 2007.

Miss Slovacchia è un concorso di bellezza femminile che si tiene annualmente in Slovacchia. Prima dell'indipendenza della repubblica slovacca, avvenuta il 1º gennaio 1993, il concorso di bellezza nazionale era Miss Cecoslovacchia.
Nella sua versione attuale Miss Slovacchia, è stato istituito nel 1995, e dal 1996 è organizzato dalla società di produzione Forza-Produktionsgesellschaft (che detiene anche i diritti in Slovacchia per Miss Mondo, Miss Europa e Miss International), a cui si è affiancata nel 1998 l'agenzia di moda Oklamčák ed il canale televisivo TV Markíza.
Le concorrenti per Miss Universo invece vengono selezionate attraverso un altro concorso Miss Universo Slovacchia, organizzato dall'agenzia Agency, di proprietà di Silvia Lakatošová (rappresentante slovacca a Miss Europa 1993 e Miss Universo 1994).

## Albo d'oro

### Miss Slovacchia
| Anno | Nome                   |
| ---- | ---------------------- |
| 1995 | Iveta Jankulárová      |
| 1996 | Vladimíra Hreňovčíková |
| 1997 | Lucia Povrazníková     |
| 1998 | Karolína Čičátková     |
| 1999 | Andrea Verešová        |
| 2000 | Janka Horečná          |
| 2001 | Jana Ivanová           |
| 2002 | Eva Verešová           |
| 2003 | Adriana Pospíšilová    |
| 2004 | Mária Sándorová        |
| 2005 | Ivica Sláviková        |
| 2006 | Magdaléna Šebestová    |
| 2007 | Veronika Husárová      |
| 2008 | Edita Krešáková        |
| 2009 | Barbora Franeková      |
| 2010 | Marína Georgievová     |
| 2011 | Michaela Ňurciková     |
| 2012 | Kristína Krajčírová    |
| 2013 | Karolína Chomisteková  |
| 2014 | Laura Longauerová      |
| 2015 | Lujza Straková         |
| 2016 | Kristína Činčurová     |
| 2017 | Hanka Závodná          |

### Miss Universo Slovacchia
| Anno | Nome                      |
| ---- | ------------------------- |
| 1993 | Karin Majtánová           |
| 1994 | Nikoleta Mészarosová      |
| 1995 | Jana Sluková              |
| 1996 | Marcela Jánová (?)        |
| 1997 | Monika Šulíková (?)       |
| 1998 | [Zuzka] Zuzana Fábryová   |
| 1999 | Aneta Kuklová             |
| 2000 | [Mirka] Miroslava Kysucká |
| 2001 | Zuzana Basturová          |
| 2002 | Eva Dzodlová              |
| 2003 | Petra Mokrošová           |
| 2004 | Zuzana Dvorská            |
| 2005 | Michaela Drenčková        |
| 2006 | Judita Hrubyová           |
| 2007 | Lucia Senášiová           |
| 2008 | Sandra Manáková           |
| 2009 | Denisa Mendrejová         |
| 2010 | Anna Amenová              |
| 2011 | Dagmar Kolesárová         |
| 2012 | Ľubica Štepanová          |
| 2013 | Jeanette Borhyová         |
| 2014 | Silvia Prochádzková       |
| 2015 | Denisa Vyšňovská          |
| 2016 | Zuzana Kollárová          |
| 2017 | Vanessa Bottánová         |